# Michael II. Amorijský
Michael II., zvaný Psellos („Koktavý“) nebo „Amorijský“ (770, Amorion , Frýgie – 2. října 829), byl byzantský císař od roku 820. Svoji kariéru začal jako voják, díky svým schopnostem však vystoupal až do hodnosti generála.
Podporoval intronizaci svého válečného druha Leona Arména (v roce 813). Později byl ale kvůli odhalenému spiknutí proti císaři v prosinci 820 odsouzen k smrti. Jeho přívržencům se však podařilo ho osvobodit z vězení a dosadit jej jako prvního člena amorijské dynastie na trůn.
Jeho vláda se vyznačuje mnoha významnými událostmi. Brzo poté co byl ustaven císařem, se proti němu vzbouřil v Malé Asii jeho někdejší přítel Tomáš zvaný Slovan, což vedlo k vleklé a krvavé občanské válce v letech 822–824. Tomáš byl dokonce s podporou chalífy korunován za císaře patriarchou v Antiochii. Když však neuspěl při obléhání Konstantinopole, byl s pomocí Bulharů chycen a popraven. Oslabení říše využili Arabové k dobytí Kréty v roce 823 a Sicílie v roce 829.
Přes své sympatie k obrazoborectví (ikonoklasmus), se snažil uklidnit ikonoduly. Způsobil však hněv kléru, když uzavřel druhé manželství s Eufrosyne, dcerou Konstantina VI., což nebylo ortodoxními kruhy tolerováno, obzvlášť ne u císaře.
Postava císaře Michaela II. Psella je odlišná od postavy historika Michaela Psella (1017/1018–1078), který je proto znám také jako Michael Psellos Mladší.